# 115 a. C.
El año 115 a. C. fue un año del calendario romano prejuliano. En el Imperio romano, fue conocido como el año 639 Ab Urbe condita.

## Acontecimientos
- Gaius Marius es pretor en Roma.

## Nacimientos
- Marcus Licinius Crassus, político romano

## Fallecimientos
- Publius Mucius Scaevola